# Campionat d'Europa de Natació de 2020
El XXXV Campionat d'Europa de Natació es va celebrar a Budapest (Hongria) l'any 2020 sota l'organització de la Lliga Europea de Natació (LEN) i la Federació Hongaresa de Natació. Si bé estava previst per celebrar-se entre l'11 i el 24 de maig del 2020, a causa de la COVID-19 finalment es va celebrar del 10 al 23 de maig del 2021. Es van donar 73 medalles entre les quatre disciplines que es van disputar, de natació, natació sincronitzada, salts i natació en aigües obertes.